# Boukadir
Boukadir (em árabe: بوقادير) é uma cidade e comuna localizada na província de Chlef, Argélia. Segundo o censo de 2008, a população total da cidade era de 51 340 habitantes.